# انسان‌تباریان
انسان‌تباریان (نام علمی: Hominina) نام یک تبار از طایفه انسان‌تباران است.